# (39818) 1997 YR4
1997 واي أر 4 (ويعرف أيضًا باسم (39818) 1997 واي أر 4 وفق تسمية الكوكب الصغير) (بالإنجليزية: 1997 YR4)‏ هو كويكب ضمن حزام الكويكبات؛ وترتيبه 39818 من حيث الاكتشاف.
اكتُشف هذا الجُرم الفلكي بواسطة ناوتو ساتو في 24 ديسمبر 1997.

## وصلات خارجية
- (39818) 1997 YR4 في قاعدة بيانات مختبر الدفع النفاث لأجرام النظام الشمسي الصغيرة

- الاكتشاف · مخطط المدار ·  العناصر المدارية · المعلمات المادية

- (39818) 1997 YR4 على موقع ويكي سكاي: DSS2, SDSS, GALEX, IRAS, Hydrogen α, X-Ray, Astrophoto, Sky Map, Articles and images